# Bukspottkörtelsvikt
Bukspottkörtelsvikt, bukspottkörtelinsufficiens eller pankreasinsufficiens är ett tillstånd av organsvikt av hormonkörteln bukspottkörteln. Tillståndet innebär att bukspottkörteln inte förmår bilda tillräckliga mängder matspjälkningsenzymer för att smälta maten. Det kan uppkomma vid bukspottkörtelinflammation, cystisk fibros, alkoholism, skador på organet, magsår, höga nivåer blodfetter, vissa tumörer, med mera. Vid bukspottkörtelsvikt har man svårt med fettomsättningen, proteinomsättningen, upptaget av vitaminer och mineraler, och omsättningen av socker och kolhydrater.
Personer med bukspottkörtelsvikt lider vanligen av steatorré, viktminskning, diarré, flatulens och uppsvälldhet, och följder av malabsorption (såsom anemi och vitamin B12-brist). Kronisk proteinbrist kan leda till ödem vid buken och ascites. Mineral- och vitaminbrist är vanligt och kan i sin tur ge följdsjukdomar såsom blödningsrubbningar (vid vitamin K-brist), benskörhet (vid vitamin D-brist), hypokalemi och hypomagnesemi.
Exokrin pankreasinsufficiens (EPI) är ett sjukdomstillstånd som karaktäriseras av en brist på exokrina pankreasenzymer. Denna brist leder till en försämrad matsmältningsförmåga. Eftersom symptomen på sjukdomen liknar symptomen på andra gastrointestinala sjukdomar, samt då symptomen på sjukdomen inte alltid är tydliga, kan EPI undvika att bli upptäckt. Därför krävs en undersökning med labbsvar för att diagnosen EPI ska kunna ställas.
Symptomen på exokrin pankreasinsufficiens är inte specifika, men fyra symptom som kan tyda på EPI är: viktnedgång, diarré, buksmärtor samt uppblåsthet med flatulens. EPI ger en fettrik diarré som kallas steatorré, vilken har en väldigt obehaglig lukt av ruttet fett.